# Paulo Miranda
Jonathan Doin (Piraí do Sul, 1988. augusztus 16. –) ismert nevén Paulo Miranda, brazil labdarúgó, a brazil Grêmio hátvédje.

## Sikerei, díjai
- São Paulo:
  - Copa Sudamericana: 2012
- Red Bull Salzburg:
  - Osztrák Bundesliga: 2015–16, 2016–17
  - Osztrák kupa: 2015–16, 2016–17